# Invertsukker
 Der er for få eller ingen kildehenvisninger i denne artikel, hvilket er et problem. Du kan hjælpe ved at angive troværdige kilder til de påstande, som fremføres i artiklen.

Invertsukker er en blanding af de to monosakkarider glucose og fruktose. Invertsukker dannes af sukrose, som er en disakkarid, ved at skille de to sukre glukose og fruktose fra hinanden. Det bevirker, at inverteret sukker smager sødere end sukrose, fordi fruktose er sødere end sukrose, og samtidig forhindrer fruktosen, at sukkeret krystalliserer, når man for eksempel laver iscreme.
| Mad og drikke | Spire Denne artikel om mad og drikke er en spire som bør udbygges. Du er velkommen til at hjælpe Wikipedia ved at udvide den. |